# Ꝓ
Cette page contient des caractères spéciaux ou non latins. S’ils s’affichent mal (▯, ?, etc.), consultez la page d’aide Unicode.
Ꝓ (minuscule : ꝓ), appelé P paraphe, est une lettre additionnelle de l’écriture latine qui était utilisée, au Moyen Âge, comme abréviation pour pro ou por.

## Représentations informatiques
Le P paraphe peut être représenté avec les caractères Unicode suivants :
| formes    | représentations | chaînes de caractères | points de code | descriptions                      |
| --------- | --------------- | --------------------- | -------------- | --------------------------------- |
| capitale  | Ꝓ               | Ꝓ                     | U+A752         | lettre majuscule latine p paraphe |
| minuscule | ꝓ               | ꝓ                     | U+A753         | lettre minuscule latine p paraphe |